# Viktorija Golubic
Viktorija Golubic (în sârbă Викторија Голубић, cu alfabetul latin[*]: Viktorija Golubić;; n. 16 octombrie 1992, Zürich, cantonul Zürich, Elveția) este o tenismenă profesionist elvețiană. Cea mai înaltă poziție în clasamentul WTA la simplu este locul 35 mondial (28 februarie 2022), iar la dublu locul 61, în aprilie 2023. Golubic a câștigat până acum un titlu la simplu pe circuitul WTA, două titluri WTA Challenger la simplu, precum și zece titluri la simplu și 15 la dublu pe Circuitul ITF.